# Rainer A. Schmidt
Rainer Hans Albert Schmidt (* 11. Juli 1963 in Hennigsdorf bei Berlin) ist ein deutscher Posaunist, Musiker und Filmeditor.

## Leben und Werk
Bereits während seiner Schulzeit besuchte er neben dem Unterricht eine Musikschule, wo er das Spiel auf der Posaune erlernte. Nach Beendigung der Polytechnischen Oberschule entschied er sich jedoch für eine Lehre bei der Handelsmarine in Rostock. Schmidt befuhr unter anderem mit der MS Radeberg neben Kuba und der Sowjetunion auch England und Südamerika, bis man ihm aus politischen Gründen die Weiterfahrt ins NSW untersagte. Schmidt kündigte und verließ die Handelsflotte der DDR.
1984 holte ihn Wolfgang Grossmann nach Dresden, wo er eine Stelle als Obermaschinist am Staatsschauspiel annahm. Am Schauspielhaus lernte er unter anderem Ray van Zeschau und H.G.Griese kennen. Neben seiner Tätigkeit führte er eine externe Ausbildung an der Posaune bei Hans Hombsch fort. 1985 gründete er mit dem Maler Wolf Götz Richter und Ray van Zeschau die Undergroundfilmgruppe FESA (feige sau) und veranstaltete noch im selben Jahr das wahrscheinlich erste unabhängige Filmfestival Dresdens, welches noch 1987 und 1988 stattfand.
Mitte der 1980er Jahre stieg er beim „The New Fantastic Art Orchestra Of North“ ein, ein Seitenprojekt der Gruppe Dekadance, wo er den Schlagzeuger Tom Gross und den Gitarristen Friedemann „Fizzi“ Baumgärtel kennenlernte und eine Band gründete. Auf der Suche nach einem Sänger konnte er Ray van Zeschau überreden, diesen Part zu übernehmen. Nach einem halben Jahr Proben und kleineren personellen Umbesetzungen kristallisierte sich die Band Freunde der italienischen Oper heraus. 1988 wurde Regisseur Wolfgang Engel auf sie aufmerksam und engagierte die FDIO für seine dreiabendliche Faust -Inszenierung am Staatsschauspiel Dresden. 1989 floh Rainer A. Schmidt nach einem geplatzten Ausreiseantrag über Ungarn in die Bundesrepublik Deutschland. Als Ersatz für Schmidt stieg Roger Baptist bei den „Freunden“ ein. 1991 stieß Rainer A. Schmidt, nunmehr in München lebend, wieder zu FDIO und nahm die Platte Um Thron und Liebe mit auf. Auf der LP singt Rainer A. Schmidt unter anderem den Titel Boatswain, der von ihm auch getextet wurde. Anfang der 1990er Jahre galten FDIO unter vielen Journalisten als beste und innovativste Band der neuen Länder.
1992 lösten sich dann FDIO für längere Zeit auf. Schmidt stieg vorübergehend bei einer Big Band ein und ging auf Tournee durch Frankreich und Spanien. Anschließend machte er sich als freischaffender Filmeditor selbstständig und arbeitete unter anderem für die Megaherz Film und Fernsehen GmbH, wo er den Filmregisseur und Drehbuchautor Klaus Lemke kennenlernte, für den er in der Folgezeit einige seiner Filme schnitt. Am 17. April 2004, zwölf Jahre nach dem letzten Auftritt von FDIO, gelang es Ray van Zeschau anlässlich seines 40. Geburtstages, fast alle ehemaligen Mitglieder noch einmal für ein Konzert in das Dresdner Ballhaus Gare de la Lune zu holen. Ein Jahr später wirkten FDIO mit Schmidt in der ARTE-Dokumentation Der Bass René Pape – Mein Herz brennt von Regisseurin Sibylle Muth mit.
2025 wurden Rainer A. Schmidt und Ray van Zeschau anlässlich des 29. Sofia International Filmfestivals eingeladen, Filme ihrer DDR-Undergroundfilmgruppe FESA, sowie Filme der Freunde der italienischen Oper im Sonderprogramm ПИКНИК В РАЙОНА НА ЗОНАТА – (Picknick am Zonenrand) aufzuführen, in welchem der Musikfilm Der leere Raum vom aktuellen Album der FDIO Kassandras Komplex seine Kinoweltpremiere beging und den Höhepunkt des Abend bildete.
Rainer A. Schmidt lebt und arbeitet in München und Berlin.

## Tonträger

### Freunde der italienischen Oper
- 1990: Mutmaßliche Terroristen in Haft... / Gott schütze den Innenminister (Tape)
- 1990: Live in Munich (Tape)
- 1991: Il Grande Silenzio (Tape)
- 1991: Live im Schauspielhaus Dresden (Tape)
- 1991: Live in Dresden (Tape)
- 1991: Um Thron und Liebe (LP)
- 1996: Edle Einfalt Stille Größe (CD, Strandard63)
- 1997: Um Thron und Liebe (CD, Strandard63 / What’s So Funny About)
- 1997: Rare, seltene und rätselhafte Aufnahmen mit Um Thron und Liebe / Edle Einfalt Stille Größe (CD-Box, Strandard63 / What’s So Funny About)

### Sampler
- 1990: Dresden History 2 1988–89 (Tape)
- 1990: Dresden 1990 (Tape)
- 1991: Ausbruchsversuch Nr.3 (Tape)
- 1992: Eine eigene Gesellschaft mit eigener Moral (CD, What’s So Funny About)
- 2001: Musik in Deutschland 1950–2000 (CD, RCA / Bertelsmann)
- 2006: Spannung Leistung Widerstand – Magnetbanduntergrund DDR 1979–89 (CD, ZickZack)
- 2007: Kinder der Maschinenrepublik (CD)

## Filmografie (Auswahl)
- 1993: Der Komponist Nino Rota (Regie: Vassili Silovic)
- 2001: Denk ich an Deutschland – Die Leopoldstraße kills me (Regie: Klaus Lemke)
- 2002: Willi wills wissen (unbekannte Anzahl Folgen) mit Willi Weitzel (Regie: Ralph Wege)
- 2003: Last Minute Jamaika (Regie: Klaus Lemke)
- 2005: Träum weiter, Julia! (Regie: Klaus Lemke)
- 2005: 3 Minuten Heroes (Regie: Klaus Lemke)
- 2007: Undercover Ibiza (Regie: Klaus Lemke)
- 2008: Dancing with Devils (Regie: Klaus Lemke)
- 2011: Für die Dauer einer Reise (Regie: Frauke Ihnen)
- 2011: Mischgebiet (Regie: Josef Mayerhofer)
- 2023: Mein Onkel Lubo (Regie: Nikola Boshnakov / Ray van Zeschau)